# Арли (приток Изера)
Арли (фр. Arly) — река во Франции (регион Овернь — Рона — Альпы), приток Изера (бассейн Роны).
Длина — 34,5 км. Площадь бассейна — 648 км².

## Этимология
Происхождение названия реки неизвестно. По реке названа коммуна Пра-сюр-Арли.

## География
Река берёт начало в гористой местности в коммуне Межев. Арли протекает по коммунам Межев, Пра-сюр-Арли, Флюме, Сен-Николя-ла-Шапель, Кре-Волан, Южин, Коенно, Марто, Альбервиль департаментов Савойя и Верхняя Савойя. Принимает несколько притоков, длиной до 25 км. Впадает в Изер в Альбервилле.

## Гидрология
Среднегодовой расход реки Арли рассчитывался в течение 39 лет наблюдений с 1974 года и составляет 2,39 м³/с. Площадь бассейна водосбора составила 225 км², что составляет только треть общего водосбора реки. Река подвержена сезонным колебаниям: с высокой водой весной и низким уровнем воды в начале осени.
| Средний расход воды (м³/с) реки Арли по месяцам и за год (замеры производились на гидрологическом посту W0414010 - в Южине) |